# Wałcz Raduń
Wałcz Raduń – przystanek kolejowy, a dawniej stacja kolejowa w Wałczu w województwie zachodniopomorskim, w Polsce.

## Ruch pasażerski
| Rok  | Wymiana pasażerska na dobę |
| ---- | -------------------------- |
| 2017 | 50-99                      |
| 2022 | 50-99                      |